# Linje 13 (Paris metro)
Paris metrolinje 13 i Paris tunnelbana invigdes år 1911 i Paris i Frankrike. Linjen sammanbinder Saint-Denis - Université  och  Asnières – Gennevilliers – Les Courtilles i norr med Châtillon - Montrouge i söder. Med en längd av 24,3 km och 32 stationer är det den längsta linjen i nätet samt den linjen i systemet med mest trängsel, speciellt nära Saint-Lazare.

## Historia
- 1911: Sträckan Saint-Lazare till Porte de Saint-Ouen öppnar.
- 1912: Delen La Fourche till Porte de Clichy öppnar.
- 1930: Delen Mabillon till Odéon öppnar.
- 1937: Linje 14 öppnar mellan Bienvenüe och Porte de Vanves. Linje 14 förlängs Bienvenüe till Duroc och tar över sträckan Duroc till Invalides från linje 10.
- 1952: Linje 13 förlängs från Porte de Saint-Ouen till Carrefour Pleyel.
- 1973: Linjen förlängs från Saint-Lazare till Miromesnil.
- 1975: Sträckan Miromesnil till Champs-Elysées – Clémenceau öppnar.
- 1976: Sträckan Carrefour Pleyel to Saint-Denis – Basilique öppnar i norr och delen Champs-Elysées till Invalides öppnar i söder. Linje 14 läggs ner och blir en del av linje 13. Linjen förlängs från Porte de Vanves till Châtillon – Montrouge.
- 1980: Sträckan Porte de Clichy till Gabriel Péri öppnar.
- 1988: Sträckan Basilique de Saint-Denis till Saint-Denis – Université öppnar.
- 2008: Delen Gabriel Péri till Asnières – Gennevilliers – Les Courtilles öppnar.

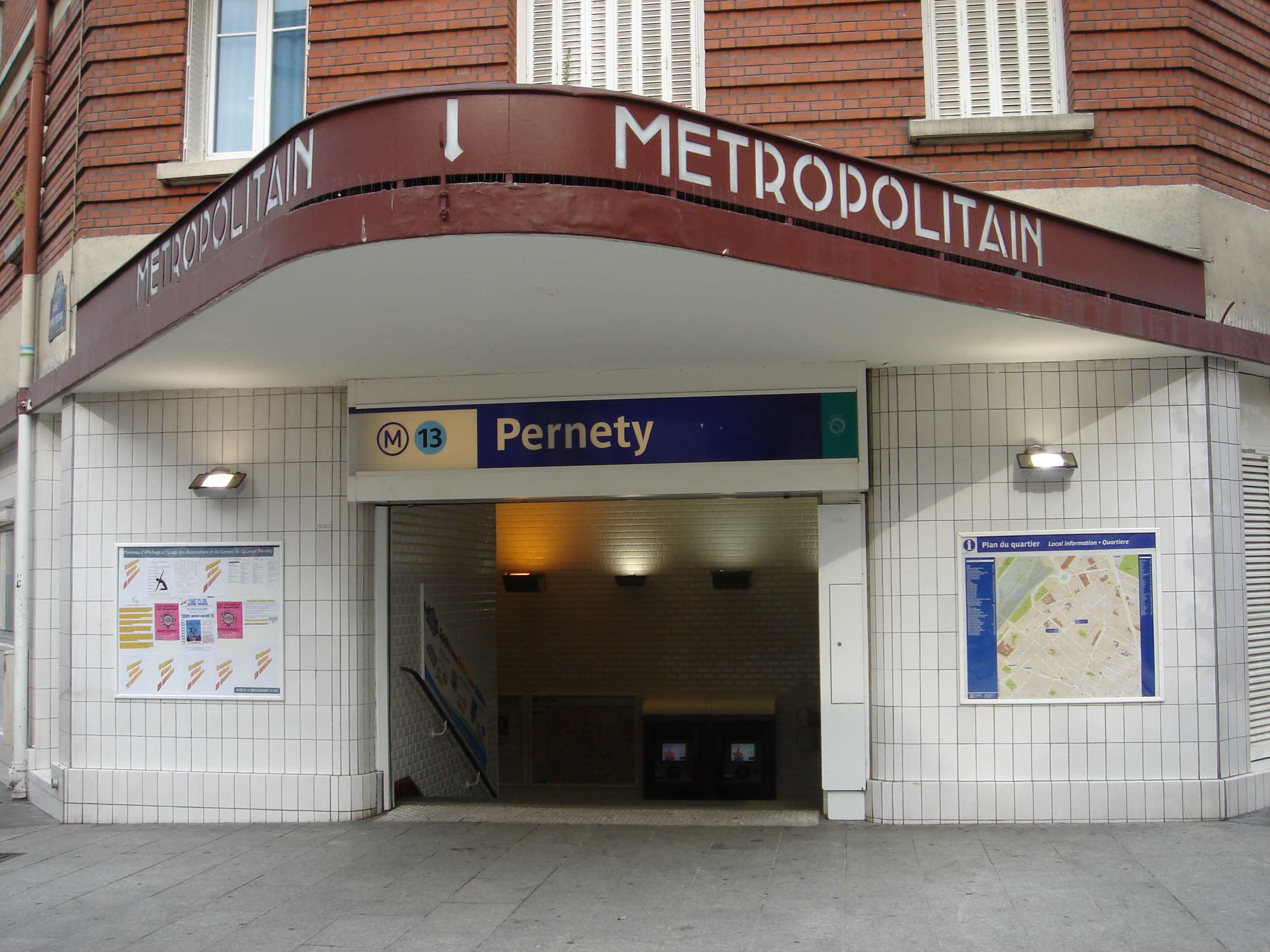
Pernety
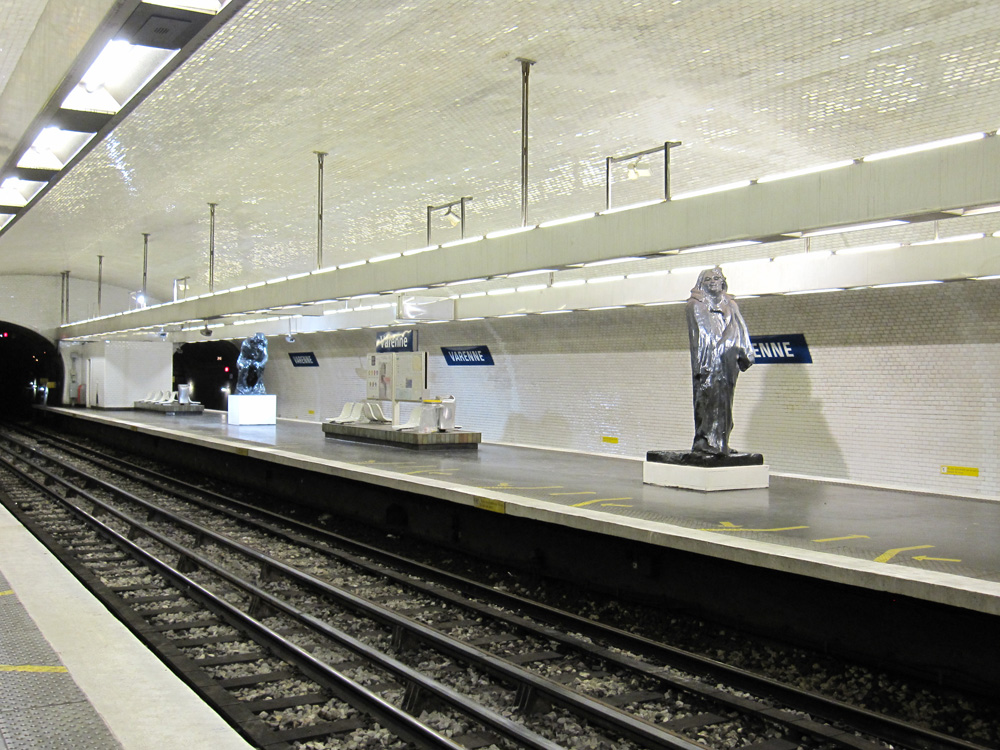
Statyer på Varenne
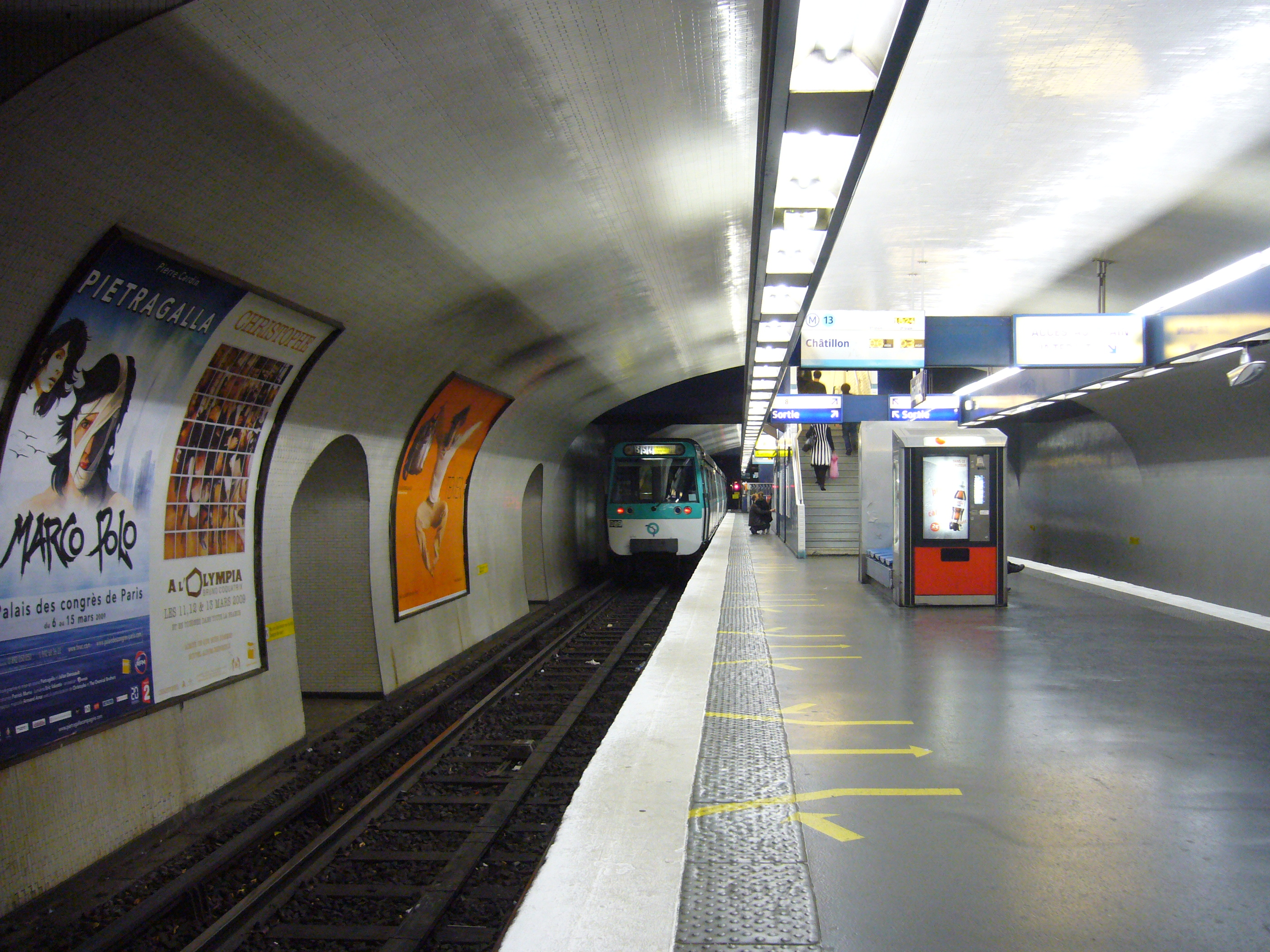
Invalides
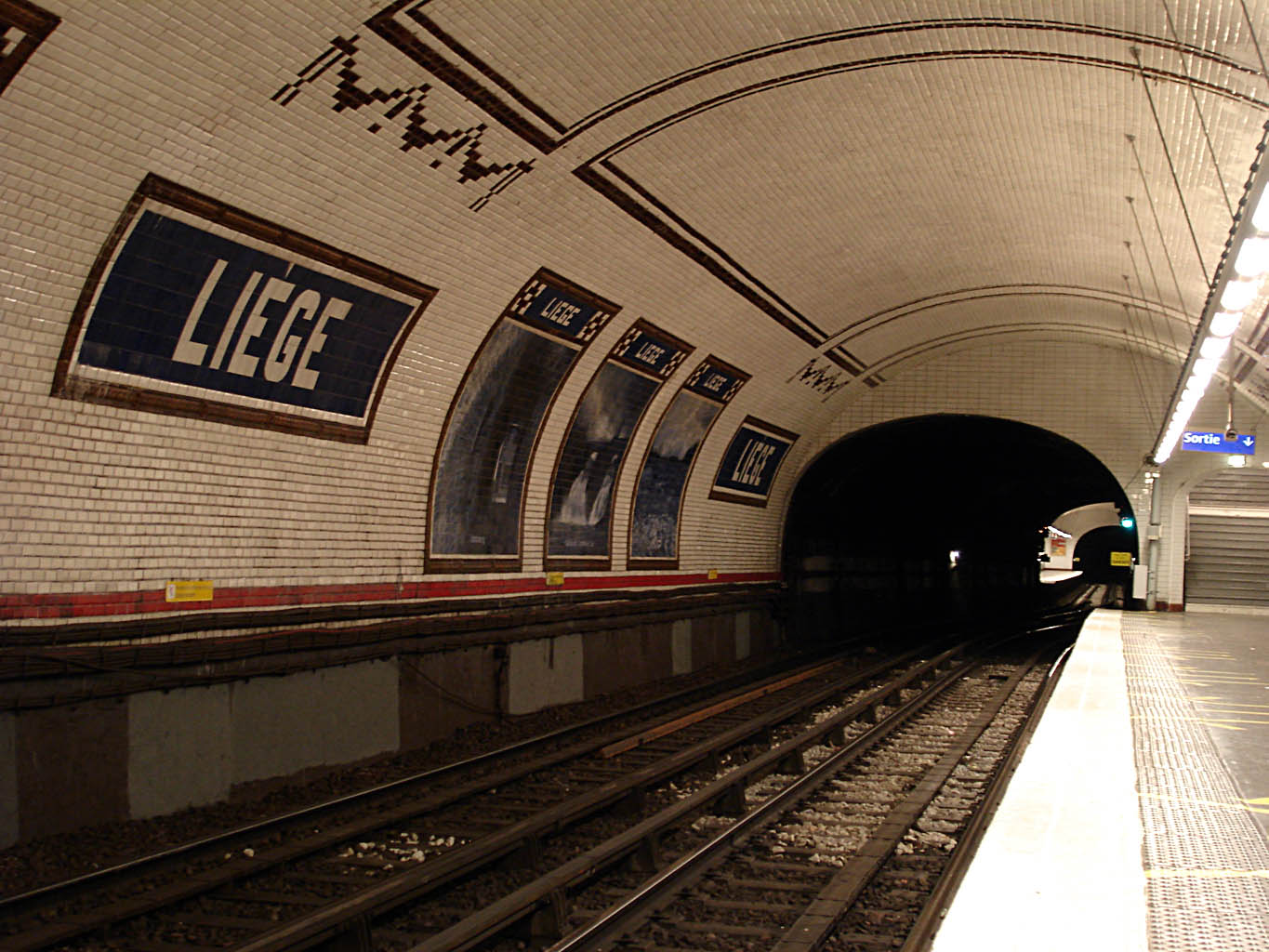
Unika station Liège som har perronger före och efter varandra
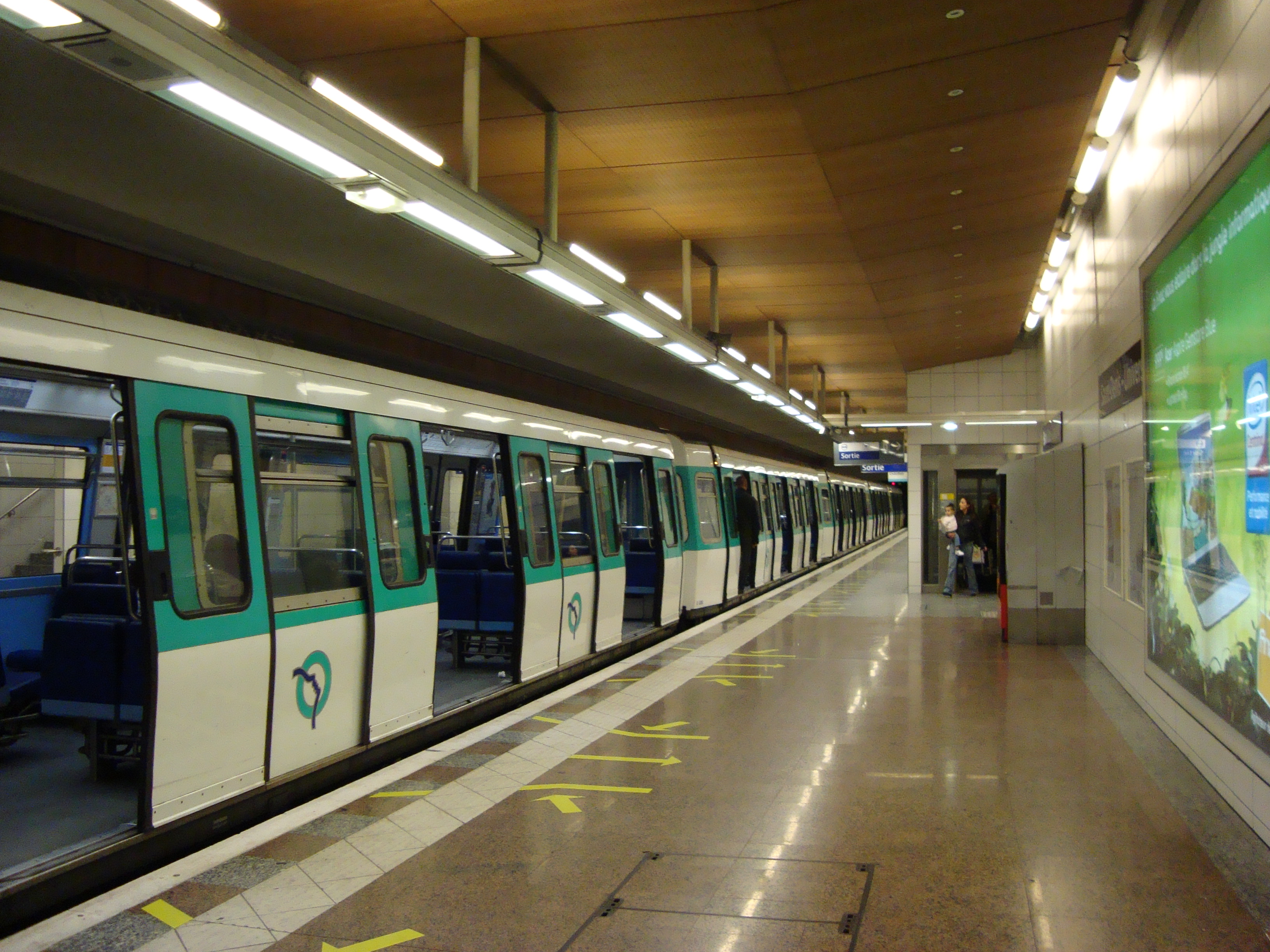
Saint-Denis - Université
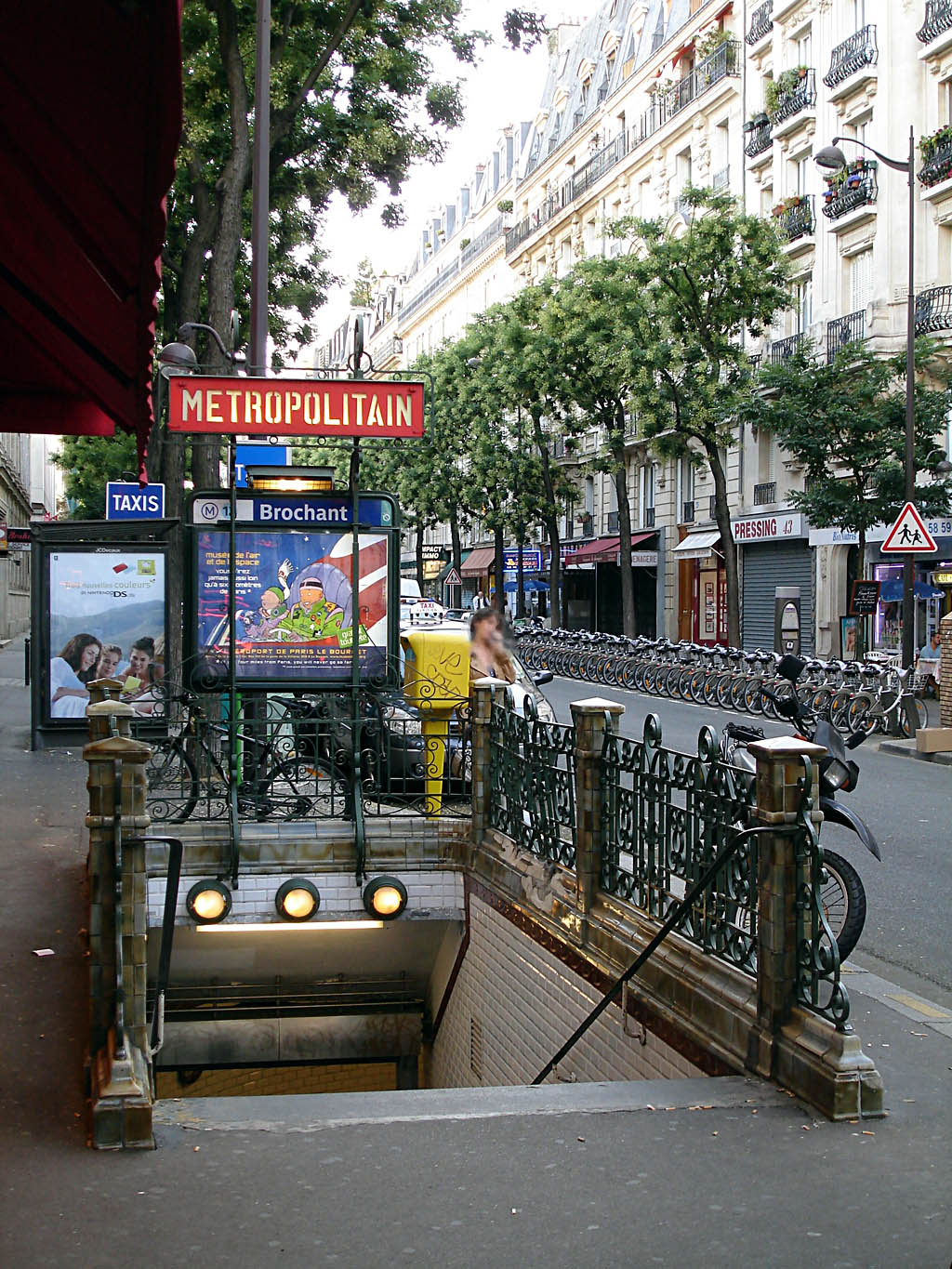
Äldre skylt på Brochant
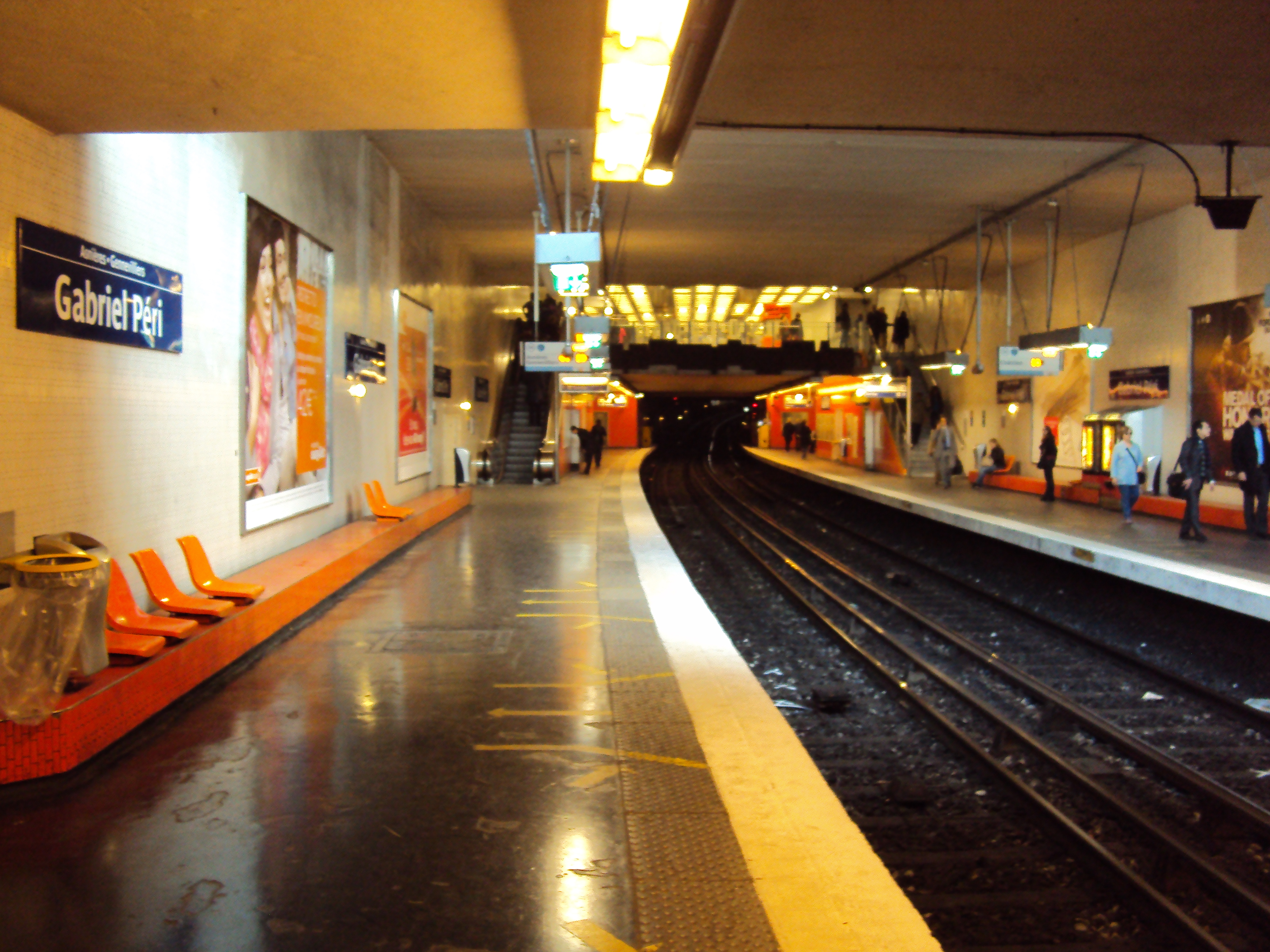
Gabriel Péri
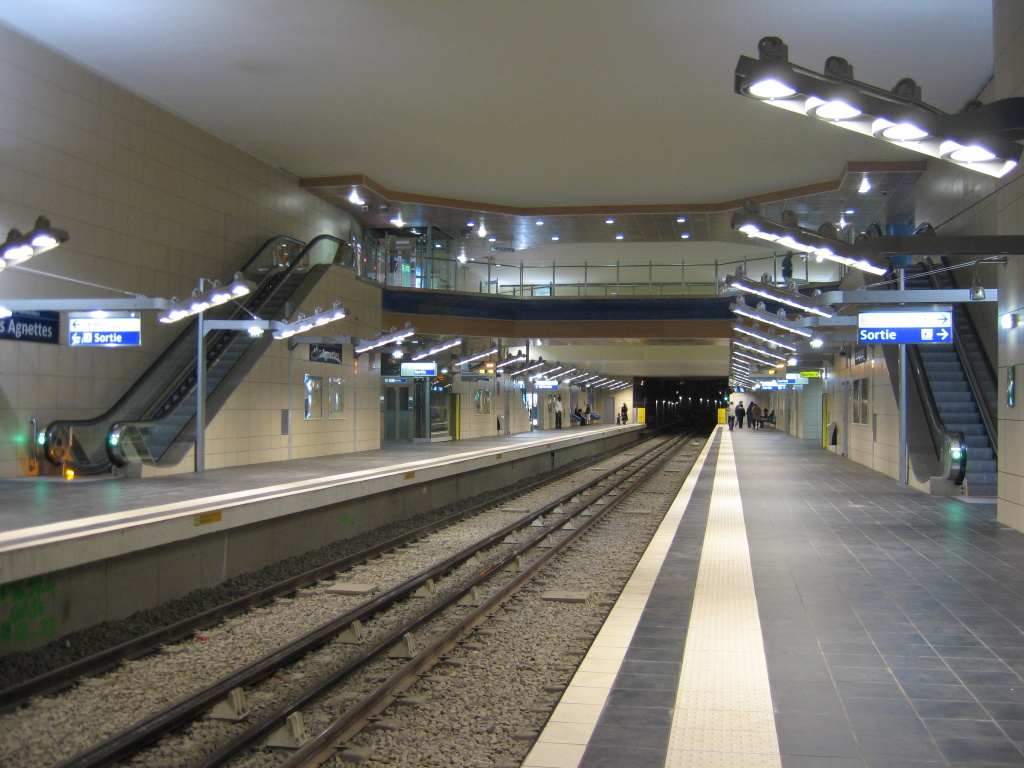
Les Agnettes